# Alejandro Iturbe
Alejandro Iturbe Encabo, född 2 september 2003 i Madrid, är en spansk fotbollsspelare.

## Karriär
Alejandro Iturbe inledde sin seniorkarriär i Atlético Madrids B-lag år 2022. Han har representerat Spanien på flera ungdomsnivåer sedan 2019. Han blev olympisk guldmedaljör i fotboll vid olympiska sommarspelen 2024 i Paris efter att Spanien slagit Frankrike i finalen.